# グラスワンダー
グラスワンダー（欧字名:Grass Wonder、1995年2月18日 - 2025年8月8日）は、アメリカ合衆国で生産された日本の競走馬、種牡馬。
1997年に中央競馬（JRA）でデビュー。同年朝日杯3歳ステークスをレコードタイムで制し、最優秀3歳牡馬に選出。レーティングではJRA所属の2歳馬として史上最高の評価を受けた。翌1998年春は骨折で棒に振ったものの、秋には復帰し、年末には有馬記念を制覇し、1999年にも複数回の怪我に見舞われながら宝塚記念と有馬記念を制し、史上2頭目の「グランプリ三連覇」を達成。同年、JRA賞特別賞を受賞した。2000年の宝塚記念を最後に引退。通算15戦9勝。うち14戦で的場均が騎乗した。
2001年より種牡馬となり、産駒にはジャパンカップ優勝馬スクリーンヒーロー、宝塚記念優勝馬アーネストリー、朝日杯フューチュリティステークス優勝馬セイウンワンダーなど、5頭のGI・JpnI競走優勝馬を輩出している。

## 経歴

### デビューまで
1995年、アメリカ合衆国のフィリップス・レーシングによる生産馬。父シルヴァーホークは競走馬時代にイギリスとアイルランドで走り、クレイヴンステークス（G3）での勝利や、アイリッシュダービー（G1）2着などを含む8戦3勝。当時、種牡馬としてホークスターを出していたが、それほど高く評価されていたわけではなかった。ベニーザディップがダービーステークスを制し、一躍脚光を浴びるのが1997年のことである。ただし、祖父ロベルトから連なる「ロベルト系」の血統は、当時既にリアルシャダイやブライアンズタイムといった種牡馬により日本で優れた成績を挙げていた。母アメリフローラは不出走だが、伯母にはそれぞれアメリカで複数の重賞を勝ったグレイスフルダービーやトリビュレーションがいた。1999年に生まれる本馬の全妹・ワンダーアゲインは、アメリカでガーデンシティブリーダーズカップハンデキャップ、ダイアナハンデキャップと2つのG1競走を勝つことになる。
| 尾形充弘（2012年） |  | 的場均（1993年） |
| 尾形充弘（2012年） |  | 的場均（1993年） |

1996年9月、キーンランドで行われたセリ市（セプテンバーセール）に上場され、日本から参加していた調教師・尾形充弘の目にとまり、同行していた伊東純一（半沢有限会社社長）が25万ドルで落札した。尾形は本馬を選んだ理由について「具体的には飛節の位置が高い馬だったこと、肩が非常によく寝ていること、全体のバランスがいいこと。それから後躯の発達が非常によかった」と述べている。記者の水戸正晴によれば、尾形は「いい買い物だった。走る馬だから見ていてくれ」と得意気であったという。なお、競っていた相手はアラブ首長国連邦ドバイの大馬主・ゴドルフィンであった。
同年11月、日本へ輸送され北海道苫小牧市のノーザンファーム空港牧場に到着。育成調教が行われた同場では、その動きの良さが評判となった。なお、後にもう1頭「アメリフローラの子に匹敵する」と評判をとるのが、後年ライバルの1頭と目されるようになるスペシャルウィークであった。
翌1997年4月、茨城県・美浦トレーニングセンターの尾形厩舎へ入る。9月にデビューを控え、尾形から「外国産馬で、ちょっと面白い馬がいるんだが、乗るか?」と声をかけられた的場均が初騎乗。的場はグラスワンダーをひと目見て「バランスのいい馬だなあ。2歳にしては、ずいぶん筋肉も発達しているぞ」と感じ、跨ったところでは実に乗りやすい馬だと感じたが、この時点ではまだ強い印象は抱いていなかった。しかし、キャンター（駈歩）に入ってからの乗り味の良さ、さらに終いに軽くスパートを促してからの反応の良さに的場は大いに驚き、「この馬はモノが違う、とはっきりと認識した。間違いなく、将来は超一流馬になるだろう。今までにもいろいろな2歳馬に乗ってきたが、これはそのなかでもまぎれもなくトップクラスといえる1頭だ」と強い印象を残した。またある日の調教では乗り役を落とした馬が突っ込んできたことがあったが、これに対してグラスワンダーは全く動じず、これを見た尾形は「かなり賢くて走る馬か、相当なバカ馬かどっちかだ」と笑ったという。

#### 馬名の由来
競走馬名の「グラスワンダー」は、冠名の「グラス」に、伊東がセリ市で見たときに「ワンダフルな印象を受けた」ことから「ワンダー」を加えたものである。なお、馬主の半沢信彌（名義は「半沢（有）」）は、かつてグリーングラスを所有した半沢吉四郎の双子の弟であり、「グラス」という冠名は同馬の名に由来する。

### 競走馬時代

#### 2（3）歳（1997年）
9月13日、中山競馬場の新馬戦でデビュー。スタートが得意ではないことから、余裕をもってレースを運べる1800m戦が選ばれた。単勝1.5倍の1番人気に推されたグラスワンダーは、スタートでやや立ち後れたものの、すぐに先団にとりつき2番手を追走。的場が鞭を使うことなく直線で抜け出し、2着に3馬身差をつけ初勝利を挙げた。続くアイビーステークスでは、新馬戦同様鞭を使うことはなかったが、レコードタイムに0秒2差の1分21秒9、上がり3ハロン（最後の600m）で全馬に1秒以上の差をつける34秒0を計時し、2着に5馬身差をつけて連勝。さらに3戦目の京成杯3歳ステークスは、新潟3歳ステークスを制したクリールサイクロン、小倉3歳ステークスを制して2戦2勝でこのレースに出走してきたタケイチケントウの2頭の重賞勝利馬を差し置いて単勝1.1倍の1番人気となり、レースでは2番手追走から直線で独走状態となり、またしても鞭を使うことなく的場は何度も後ろに振り向き後続を確認する余裕すら見せ、2着に6馬身差で重賞初勝利を挙げた。
12月6日、2歳王者戦・朝日杯3歳ステークスを迎える。出走メンバーには岡田繁幸が「怪物」と評価したマイネルラヴ、京都3歳ステークスを制して2戦2勝でこのレースに出走してきたフィガロ、函館3歳ステークスを制したアグネスワールドが名を連ねたが、当日は単勝オッズ1.3倍に支持された。レースでは中団からやや後方を追走すると、第3コーナー過ぎからスパートをかけ、初めて的場が鞭を使い、
ゴールでは2着マイネルラヴに2馬身半差をつけての優勝を果たした。この中山開催は馬場が荒れ気味であり、引き上げてきた騎手のひとりは「脚をとられちゃって、これじゃ重馬場だ」と漏らしたほどであったが、グラスワンダーの走破タイムは1990年の同レースで的場が騎乗して優勝したリンドシェーバーが記録した従来のレコードタイムを0秒4更新、同日・同距離で行われた古馬（4歳以上馬）の準オープン競走を0秒7上回る驚異的なものであった。
このレースについて、尾形は「調教師となって初めて、負けないだろうと確信した。もし他の馬にアクシデントがあって、それに巻き込まれたら嫌だ。そこまで考えた」と回顧し、的場も「アクシデントだけを恐れた」と振り返っている。レース後、的場は「のんびり走っていても、ゴーサインを出してからの反応が素晴らしい。とにかく"強い"の一言。まだまだ良くなりそうな部分を秘めているし、僕が描いているとおりに成長すれば、本当にどのくらいになるのか」などと感想を述べた。尾形にとってはこれがGI初制覇となったが、「正直、人気にされてしんどかったが、期待に応えたいという気持ちも強かったので、ほっとしている」と語り、さらに翌年の予定をNHKマイルカップに据えるとしたうえで、「個人的な意見だが、夏を無事に過ごすことができたら海外に挑戦するつもりでいる。外国で生まれた馬だし、世界は近くなってきている。殴り込みをかけるつもりで行く」と語った。
当年はこれで出走を終え、翌1998年1月に発表された年度表彰・JRA賞では最優秀3歳牡馬に選出された。また、2歳馬ながら年度代表馬投票において得票数10票を獲得した。2歳馬が年度代表馬に投票されるというのは極めて異例である。当然ながらグラスワンダー以降、年度代表馬に投票された2歳馬は存在しない。仮定の斤量数値で各馬の序列化を図るJPNクラシフィケーションの作成に当たっては、選考を務めるハンデキャッパーから「次元が違う」「超大物」と賛辞が相次ぎ、数値の決定に際しては、かつて2歳馬として最高評価を与えられたマルゼンスキー（1976年度）との直接比較が行われた。マルゼンスキーの当時の数値は「57kg」であったが、当世的に「115ポンド」とされたうえで、グラスワンダーはマルゼンスキーよりも相手の層が厚いと考えられること、またマルゼンスキーには一度だけハナ差の辛勝があったことが考慮され、グラスワンダーには1ポンド上積みされた116ポンドが与えられ、事実上「JRA史上最強の2歳馬」という評価となった。なお、マルゼンスキーは当年死亡しており、この内容を伝えた競馬会の広報誌『優駿』は「これも何かの巡り合わせであろう」と評した。

#### 3（4）歳（1998年）

##### 骨折 - 復帰後の不振

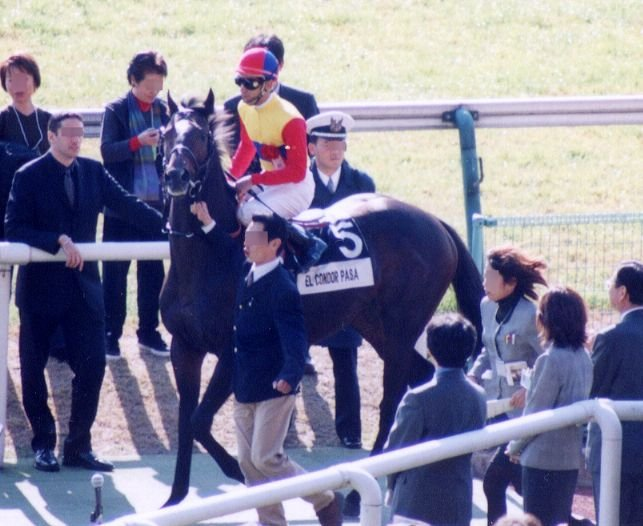
エルコンドルパサー。グラスワンダーと同じくアメリカ産馬であった

一時休養後、1月末より調教を再開したが、間もなく歩様に乱れが生じたことから検査が行われた。このときは原因が判明せず、そのままNHKマイルカップの前哨戦・ニュージーランドトロフィー4歳ステークスを目標に調整されていた。しかし3月15日、右後脚の第3中手骨を骨折していることが判明。症状としてはごく小さな亀裂であったものの、春の出走は絶望的となったため22日にはノーザンファーム空港牧場へ放牧に出された。なお、ニュージーランドトロフィーは当年1月よりデビューし、的場が主戦騎手を務めていたエルコンドルパサーが勝利、同馬はNHKマイルカップも優勝した。的場は同馬について「グラスワンダーと甲乙つけがたいほど素晴らしい馬」と公言していた。
8月22日に美浦トレーニングセンターへ帰厩。復帰戦は10月11日の毎日王冠と決まった。ここにはエルコンドルパサーも出走を予定しており、的場は二者択一を迫られる。当時のグラスワンダーは夏負けの症状を呈し、また骨折した右後脚を庇って走ることで左前脚に骨膜炎も出ており、尾形は「エルコンドルパサーに乗ったらどうか」と促していた。的場もこの時点での両馬の調整度の差は認識していたものの、先々を考えると結論が出せず、家族から「絶対的な能力はどちらが上なのか」と尋ねられた際には「どっちとも言えないくらい、どっちも走る。どっちって分かれば、答えは簡単なんだ。どちらが凄いか分からないから辛いんだ」と答えていたという。そして最終的に、的場はグラスワンダーへの騎乗を選択。エルコンドルパサーには蛯名正義が騎乗することになった。なお、的場がエルコンドルパサーを選んだ場合に備え、尾形が後任として打診していたのは蛯名であった。
毎日王冠では、春のグランプリ・宝塚記念を含め5連勝中のサイレンススズカが単勝オッズ1.4倍の1番人気となった。グラスワンダーは「的場が選んだ」という事実、また獲得賞金の関係でサイレンススズカからは4kg、エルコンドルパサーからは2kg軽い55kgという負担重量も影響してか、続く2番人気に推される。次いでエルコンドルパサーが3番人気であった。状態の悪さもあり、尾形は敗戦を覚悟していたが、「同じ負けるにしても納得のいく負け方であってほしい」として、強力な逃げ馬であるサイレンススズカを自分から捉えに動くよう的場に指示を出した。レースでは、サイレンススズカが単騎での逃げを打ち、グラスワンダーは中団から後方を進んだが、第3コーナー過ぎからサイレンススズカを捉えに先団へ進出。最終コーナーから最後の直線では一時サイレンススズカに並びかけたが、そこから失速して5着と敗れた。エルコンドルパサーはサイレンススズカから2馬身半差の2着で、同馬とグラスワンダーの差は約6馬身あった。
的場は「スタート後、外の馬に接触したり、3コーナーで物見するアクシデントもあったけど、久々のレースとしては内容は悪くなかった」と感想を述べた。後に「結果論になるが、直線までもうちょっと待っていたら、着順はもっと違った結果になっていただろう」とも述べているが、尾形は「競馬の常識から言えば、1800mレースで5ハロン（1000m）の手前から追いかけるのは無謀。でも、捕まえにいった的場の心意気を褒めてやりたい。5着に負けはしたが、グラスワンダーの力の片鱗は見せた。ファンも納得してくれたと思う」と語っている。
その後は国際招待競走・ジャパンカップを視野に、アルゼンチン共和国杯へ出走。毎日王冠から700m延びる2500mと、初めての長距離競走への出走となったが、格下とみられた相手関係もあり、当日は1番人気の支持を受けた。レースでは3番手追走から、最後の直線で余裕をもっての抜け出しにかかった。しかしそこから失速し、6着に敗れた。的場は「最後はバテたが、距離は長いとは思わなかった。まだ本当の状態じゃない」と述べるにとどめたが、尾形は「もしかして早熟馬だったのか」と大きなショックを受けたという。
この結果、ジャパンカップは回避が決定し、目標は年末の有馬記念に切り替えられた。ジャパンカップはエルコンドルパサーが優勝し、「的場は選択を誤った」との世評も生まれた。

##### 1年ぶりの勝利
有馬記念前の調教では的場が鞭を連打してグラスワンダーを鼓舞したが、その様子は却って「あの馬は終わった」と他陣営の冷笑を誘った。しかし、最終調教を経てグラスワンダーの状態は著しく向上。当時スポーツ新聞で「馬体診断」を行っていた元調教師・境勝太郎は、「張りがなく頼りなげに見えた秋の2戦とは全く違う。デビュー以来これほどよく見えたことは一度もないと断言していいだろう。（中略）これだけの体つきをしていて、体調に問題があるはずがない。完全復活を確信している」と評価し、出走馬中でグラスワンダーに唯一の「10点満点」を与えた。尾形は後に「馬って1日、2日でこれほど変わるものなのかと思った」と振り返ったものの、当時は勝利までは考えておらず、「どこかで見せ場は作ってくれるのではないか、直線半ばぐらいまでは」という程度の見通しであったという。
当年の有馬記念は、ファン投票上位のうち同期の東京優駿（日本ダービー）優勝馬スペシャルウィーク、エルコンドルパサー、1600m路線で国際的に活躍したタイキシャトルが出走しなかったものの、グラスワンダーを含む8頭のGI優勝馬が顔を揃えた。グラスワンダーは14位での選出となり、馬主の半沢は「当日の人気もそれぐらいだろう」と見込んでいたが、実際にはスペシャルウィークを破り皐月賞・菊花賞を制したセイウンスカイ、前年の天皇賞（秋）優勝馬でこの有馬記念を最後に現役を引退するエアグルーヴ、当年の天皇賞（春）優勝馬メジロブライトに次ぐ4番人気であった。ただしオッズはメジロブライトの5.3倍に対し、グラスワンダーは14.5倍と、上位3頭とは大きな開きがあった。
スタートが切られるとセイウンスカイが単騎での逃げを打ち、グラスワンダーは道中7～8番手を追走。第3コーナーから先団に進出していき、最後の直線残り200m地点でセイウンスカイを捉えて先頭に立つ。そのまま抜け出すと、最後は追い込んできたメジロブライトを半馬身退けて優勝。朝日杯以来、約1年ぶりの勝利を挙げた。なお、外国産馬による有馬記念優勝は史上初、7戦目での優勝は史上最短キャリアの記録であった。
的場は「坂を上がってからはさすがに長く感じたが、なんとか我慢してくれた。2戦使ってこの秋の中では一番の状態。それでもまだいい頃の出来と比べたら物足りないと思っていたが、よく復活してくれた」と語り、尾形は競走内容について「パーフェクトと言っていい」と的場を称えた。また戦前には尾形に「あの馬はマイラーなのだから、長い距離を使うのは間違っている」と進言してくる者が多かったといい、「私はプロの調教師として、絶対に距離はもつと思っていた。的場にも、能力で沈むことはあっても距離で沈むことはないと話していた」とも語った。半沢は「正直言って、まさかこの有馬記念で復活するとは夢にも思わなかった。的場騎手がこの馬を選んでくれたし、もう1頭のエルコンドルパサーがジャパンカップを勝ったときは、申し訳ない気持ちで重圧になった。4連勝で朝日杯を制したときがこの馬の人生のパート1であるならば、有馬記念を勝ったこれからがパート2。頑張ってこれから切り開いていってほしい」などと語った。
当年のレーティングにおいては、3歳馬ではエルコンドルパサー（126）、スペシャルウィーク（121）に次ぐ3位（4歳以上馬を含めると5位）の評価となる120ポンドを付された。

#### 4（5）歳（1999年）

##### 順調さを欠く春
有馬記念優勝時に国外遠征について水を向けられた尾形は、興味があるという旨を述べていたが、年明けに行われた半沢へのインタビューにおいて、尾形が「1年を棒に振ったので、この1年は脇目もふらずに国内に集中」、「馬の状態が戻りつつあるなかで、浮ついたことを考えていても仕方がない」と、国内専念の方針をもっていることが明かされた。
当初は3月の中山記念から始動する予定となっていたが、右肩に筋肉痛を生じて回避。産経大阪杯を新たな目標に切り替えられたが、競走前の最終調教を済ませてから馬房内で左眼の下部に裂傷を負っているのが発見され、こちらも回避することになった。グラスワンダーは暴れるような性格ではなかったためスタッフ総出で馬房内の点検が行われたが、その原因は判然としなかった。
最終的に復帰戦は5月の京王杯スプリングカップまで延びた。有馬記念からは1100mもの距離短縮となる2歳時以来の1400m戦という条件、臨戦過程に順調さを欠いていたこともあり、的場は「勝てないのではないか」と弱気になっていたという。当日はオッズ2.1倍の1番人気となる。レースではスローペースのなか中団に待機すると、最後の直線では大外に持ちだしてから、一団となった先行勢をゴール前で一気に差しきり、復帰戦を勝利で飾った。グラスワンダーの上がりタイムは33秒3という当時としては驚異的なものであり、的場は先団馬群をみて「なんだ、みんな止まってるじゃないか」と思ったほどだったという。2着エアジハードとの着差は4分の3馬身だったが、『優駿』は「別次元の走り」とこれを評した。

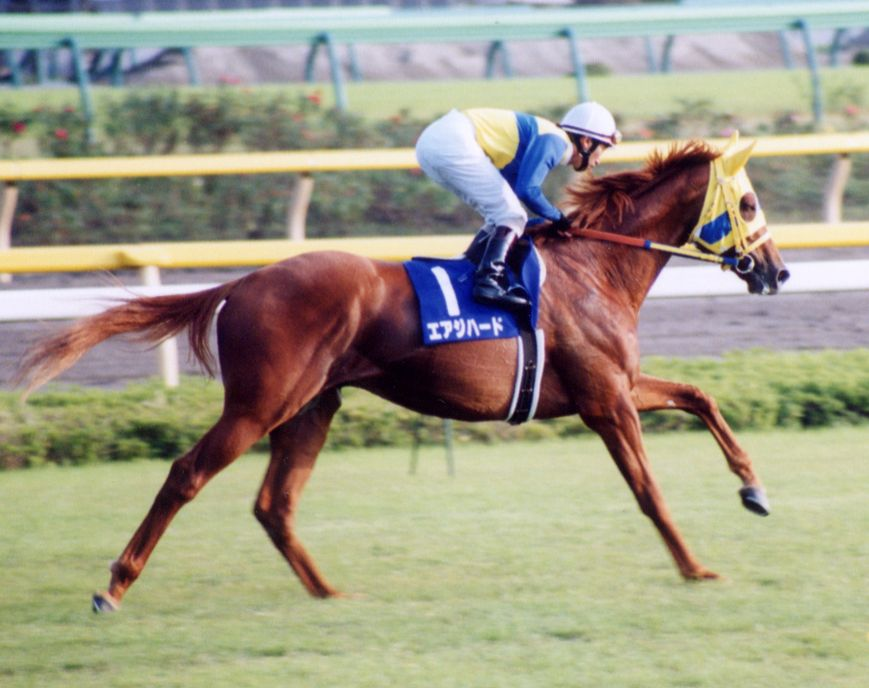
エアジハード。グラスワンダーの同期馬であり、秋にはマイルチャンピオンシップも制した

6月13日に迎えた安田記念では、突出した前走の内容に加えて関係者がみな自信を覗かせていたこともあり、単勝オッズ1.3倍の1番人気となった。レースでは後方から徐々に進出していき、最後の直線で先頭に立ったが、グラスワンダーをマークしていたエアジハードにゴール目前でかわされ、ハナ差の2着に終わった。的場は「状態は良かったし、4コーナーの手応えでは大丈夫と思ったのだが。エアジハードも余力十分だった」と述べ、尾形は「1馬身もハナ差も同じ。負けは負け。こういうこともある。これが競馬。非常に残念だ」と述べた。また的場は記者に対し「僕が下手で、下手で」と漏らしたともいう。
的場が後に語ったところによれば、スタートから400mほどの地点で香港からの出走馬・ホーリーグレイルに騎乗するK.ユーが落馬寸前の態となり、的場がこれを避けようとした際に、スパートの合図と勘違いしたグラスワンダーに力みが生じ、最後の直線で苦しくなる結果に繋がったという。またこの競走は、以降のグラスワンダーが左回りの競走を苦手とする契機となった可能性があるともしている（後述）。
当年は6月としては異常な暑さが続いており、グラスワンダーは夏負けの兆候を示していた。敗因のひとつにこの影響があるとみた尾形は、次走に考えていた春のグランプリ・宝塚記念への出否について慎重な姿勢を示していたが、のちに症状が治まったことから、競走2週間前になって出走が正式に決まった。

##### スペシャルウィークとの初対戦

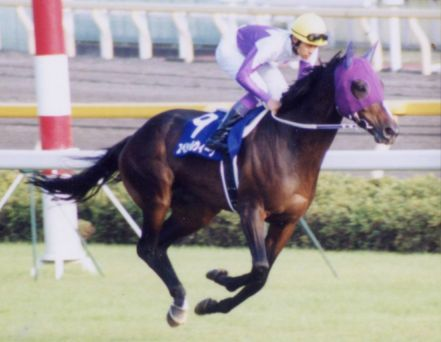
スペシャルウィーク

宝塚記念のファン投票では、5月に天皇賞（春）を制したスペシャルウィークに次ぐ第2位で選出。4月から長期ヨーロッパ遠征に赴いたエルコンドルパサーや、天皇賞2着のメジロブライト（ファン投票3位）、同3着のセイウンスカイ（同4位）といったメンバーを欠いたものの、グラスワンダーとスペシャルウィークの初対戦は大きな注目を集め、スポーツ紙は「二強対決」、「GS対決」などと書き立てた。当日の人気はスペシャルウィーク1.5倍、グラスワンダー2.8倍の順となり、3番人気オースミブライトは15.9倍と大きく離れていた。
スタートが切られるとスペシャルウィークが4～5番手、グラスワンダーはそれを見る形で進んだ。第3コーナーから最終コーナーにかけてスペシャルウィークは先に進出を開始し、一時グラスワンダーは引き離されたが、最後の直線に入って残り200m付近でこれを捉える。それまで後ろから差された経験のなかったスペシャルウィークに対して、最後は3馬身差をつけ優勝。3着ステイゴールドはさらに7馬身後方であった。
的場は「今日は他馬の動きは気にせずに、自分のペースを守ろうと思っていたが、少し前にスペシャルウィークがいたのでレースを組み立てやすかった。ただ、4コーナーでスペシャルウィークに手応えよく離されてしまったときは『どうかな』と思ったが、直線を向くと伸びあぐねていたから『勝てる』と思った。あそこからは手応え通りの内容。強い勝ち方だったと思う」などと感想を述べた。3馬身という差をつけられたスペシャルウィーク調教師の白井寿昭からは「マークされたのは確かでも、反対に相手にマークして進んだとしても、今日は勝てなかっただろう。こんなボコボコした馬場は合わないが、あの馬の瞬発力が上だった」、鞍上の武豊は「並ばれたときにもう手応えが違った。完敗だ」という言葉が聞かれた。なお、スペシャルウィークは宝塚記念の内容次第で、エルコンドルパサーも目標としていたフランス・凱旋門賞への遠征を計画していたが、この敗戦を受けて立ち消えとなった。

##### 辛勝の毎日王冠 - ジャパンカップ回避
夏の休養を経て、秋は前年5着と敗れた10月の毎日王冠から復帰。当日は単勝1.2倍の1番人気に支持された。レースでは5番手追走から最後の直線で先頭に立ったが、そこから突き抜けることができず、出走馬中で唯一の重賞未勝利馬・メイショウオウドウに詰め寄られた。最後は両馬が馬体を並べて入線、写真判定の末にハナ差、数字にして3cmという僅差でグラスワンダーが勝利した。
的場は「もう少し良い勝ち方ができると思っていただけに、自分のイメージとはずいぶん違ったが、それでもよく凌いでくれた」と労ったが、尾形は「勝つには勝って嬉しいが、何とも消化不良のレースだった」などと述べた。グラスワンダーは次走にジャパンカップを予定していたが、それまでの敗戦が、全て同競走を施行する左回りコースの東京競馬場で喫しており、この競走も東京競馬場で格下相手の辛勝だったことで「左回りが苦手なのではないか」との疑念がもたれることになった。
その後もジャパンカップに向けての調整が続けられたが、この最中、左脇腹に筋肉痛を生じ、同競走の回避を余儀なくされた。的場と尾形が相談の上で、左回りコースでの調教が試みられていた矢先の出来事であった。なお、ジャパンカップはスペシャルウィークが優勝。また同日の昼休みには、ヨーロッパ遠征を4戦2勝、凱旋門賞を含む2着2回の成績で終えたエルコンドルパサーが引退式を行った。同馬についてはグラスワンダーとの再戦を望む声も多かったが、これにより前年の雪辱を果たす機会は失われた。
針治療により筋肉痛は治まったものの、目標を切り替えた年末の有馬記念に向けてグラスワンダーの調子は上がらず、的場が「違う馬に乗っているのでは」と感じるほどその動きは悪かった。最終調教を経て尾形は「夏負けから立ち直れず暗中模索だった1年前を思えば随分良い」と語ったが、的場は「先週に比べれば良くなったが、この馬の本当の力を思えばまだまだ」と渋い表情であった。

##### グランプリ三連覇
有馬記念のファン投票では、宝塚記念に続きスペシャルウィークに次ぐ2位となった。当日は7頭のGI優勝馬が顔を揃えたが、人気は最終的にグラスワンダー2.8倍、スペシャルウィーク3.0倍と両馬が上位で拮抗した。返し馬では、動きに硬さが残るグラスワンダーに的場が入念に速歩を踏ませ、身体をほぐそうとする様子がみられた。
スタートが切られると、追い込み馬とみられたゴーイングスズカが先頭を切るという展開となり、グラスワンダーは11番手、スペシャルウィークは最後方の14番手を進んだ。最初の1000m通過が65秒2という「超スローペース」で推移するなか、グラスワンダーは第3コーナーから進出を開始、それに次いでスペシャルウィークも追走をはじめる。的場は当初「スペシャルウィークがやってくるのを限界まで待つ」という作戦を思い描いていたが、前をゆくツルマルツヨシの手応えが良かったことから、これを捉えるため予定よりも早くスパートをかけた。最後の直線半ばを過ぎ、グラスワンダーとスペシャルウィークは競り合う形になりながら、前をゆくテイエムオペラオーとツルマルツヨシを交わし、そのまま馬体を並べて入線。的場をはじめ、尾形らグラスワンダーの関係者は「負けた」とみており、その一方でスペシャルウィーク騎乗の武豊は勝ったとみてウイニングランを行い、正面スタンド前に戻ってきてからは2、3度ガッツポーズを繰り返した。しかしスペシャルウィークが検量室前の枠場に戻ってきた瞬間、着順掲示板の1着欄にグラスワンダーの「7」が表示され、ハナ差でグラスワンダーの勝利が確定した。この時の2頭の差はわずか4cmとされた。
検量室内でグラスワンダーの先着が公示された瞬間、尾形は「やった」と叫んで両腕を突き上げ、そのままスペシャルウィーク調教師の白井寿昭と握手を交わした。的場は「よく残ってくれたなあ」と口にしながら、尾形厩舎調教助手の臼井武と握手を交わした。インタビューにおいては「負けた、と思った。ゴンドラ席から降りるエレベーターにも、暗い気持ちで乗った。よく差し返してくれたものだ。あれがこの馬の底力なんだろう」（尾形）、「ゴールに入った瞬間は差されたと思っていたから、掲示板に馬番が上がった瞬間は、正直おどろいた。ハナ差だけでも前に出られたことに感謝している」（的場）などと語った。有馬記念の連覇はスピードシンボリ（1969～70年）、シンボリルドルフ（1984～85年）に続く史上3頭目、間に宝塚記念をはさんだ「グランプリ三連覇」は、スピードシンボリに続く史上2頭目の記録であった。
当年の年度代表馬争いは、春秋グランプリ連覇のグラスワンダー、フランスで優れた実績を残したエルコンドルパサー、春秋天皇賞とジャパンカップを制したスペシャルウィークの3頭が鼎立し、「年度代表馬が3頭いてもおかしくない」といわれた混戦となった。記者投票では決まらず、選考委員会の審議にかけられた末にエルコンドルパサーが年度代表馬と最優秀5歳以上牡馬に選ばれ、グラスワンダーとスペシャルウィークには「特別賞」が授与された。また、レーティングではエルコンドルパサーに日本調教馬として史上最高値の134ポンドが与えられ、グラスワンダーはスペシャルウィークと並び、当年の日本調教馬で2位タイの123ポンドという評価となった。

#### 5（6）歳（2000年）

##### 再びの低迷期
5歳となった2000年は、当年より外国産馬に門戸が開かれた天皇賞（春）制覇と、秋の凱旋門賞出走を目指して現役を続行することになった。尾形は有馬記念で引退しても良いと考えていたが、種牡馬入りを見越したとき、前年限りで引退したエルコンドルパサー、スペシャルウィークとの繁殖牝馬の奪い合いを避けたいという思惑もあった。
有馬記念後のグラスワンダーは極めて状態が悪く、尾形が骨折を疑ったほどの歩様の乱れが、2月の中ほどまで治まらなかった。デビューから厩務員を務めていたベテラン・大西美昭が定年引退したことから、当年より他厩舎から移籍してきた当時24歳の佐々木力が新たな担当者となっていたが、佐々木は自責の念から不眠に陥り、的場が後年「グラスワンダーの状態も心配だが、佐々木厩務員の心身の状態も心配だった」と振り返るほど追い詰められた状態となった。
復帰戦は3月の日経賞と決まったが、その最終調教においても動きは重かった。日経賞当日は、的場が「絞れていない」と感じ、馬体重発表で観客からどよめきが起きた有馬記念の512kgから、さらに18kg増えた530kgという体重で、日ごろ馬体重をあまり気にしない的場も驚いたという。それでも当日は単勝オッズ1.3倍の1番人気に支持されたが、レースでは中団追走から要所で的場が激しく手綱を押してスパートを促すも、伸びがみられず6着に終わった。この内容に、続く天皇賞（春）への出走、そして凱旋門賞出走の計画も、いったん白紙に戻されることになった。
その後は春の目標を宝塚記念に一本化し、前哨戦として5月の京王杯スプリングカップに臨んだ。当日は前走から20kg減の馬体重で、ブラックホーク、キングヘイロー、ディクタットといった短距離のGI優勝馬も揃うなかで、単勝オッズ2.4倍の1番人気となった。しかしスタートで出遅れると、後方を追走したまま直線で伸びてくることもなく、過去最低の9着という結果に終わった。
不甲斐ない内容に、このあと的場は妻に「グラスワンダーから降ろされるかもしれない」と話したという。そしてその予想通り、尾形は的場に宝塚記念での騎手変更を通告。宝塚記念では蛯名正義が騎乗することになった。

##### 骨折 - 引退

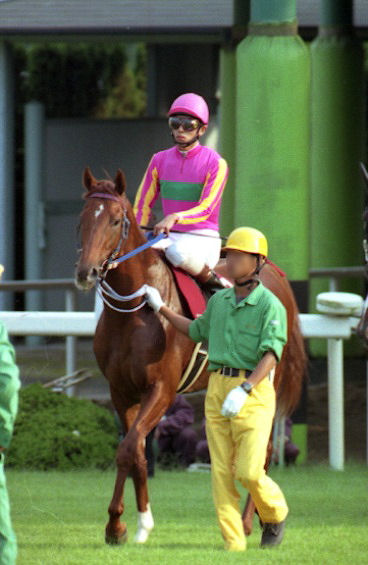
テイエムオペラオー
（鞍上・和田竜二）

宝塚記念は春の天皇賞を制したテイエムオペラオー、GI競走での善戦が続いていたステイゴールドに次ぐ第3位での選出となった。当年はテイエムオペラオーとグラスワンダーの一騎討ちとの下馬評で、当日の人気はテイエムオペラオー1.9倍、グラスワンダー2.8倍の順となった。スタートが切られると、先行集団に入ったテイエムオペラオーに対し、グラスワンダーは中団後方を追走。第3コーナーから最終コーナーにかけて、グラスワンダーはテイエムオペラオーを含む先団を一気に呑み込む勢いで進出していったが、しかし最後の直線に入ると伸びを欠き、テイエムオペラオー優勝の後方で6着に終わった。さらに競走後の向正面で蛯名が下馬。馬運車でコースを後にし、レントゲン撮影の結果「左第三中手骨骨折」と診断された。
競走後、尾形はグラスワンダーの引退を表明。蛯名は「第3コーナーでは楽勝かと思ったが、いきなり突っ張るような走り方になってしまった」と回顧し、尾形は「故障していなければ、良い勝負ができたというところまで持ってこられたと思う」と述べた。また尾形は後に、佐々木の仕上げについて「本当によく馬を作ってくれた。レース前はこの状態ならと思ったし、競馬に『たら、れば』はないが、故障がなければ勝っていただろうと思う。騎手も同じことを言っていたが、お世辞ではないだろう」と労った。当の佐々木は「僕が結果を出せずに、尾形先生にも厩舎スタッフにも、馬にも申し訳なかった。担当になってからは日経賞と京王杯に負けたが、宝塚で勝てばいいと思っていた。厩務員なのだから何よりも馬の無事を願わなければならないのに、僕は宝塚では勝ってほしいとばかり考えていた。その罰が当たったのだと思う」と反省の弁を述べている。
宝塚記念の終了後も経過観察のため阪神競馬場に2週間残り、7月3日に美浦トレーニングセンターへ帰厩。同23日には本格的な治療のためノーザンファーム空港牧場へ輸送された。のちに症状が改善したことから、当年の有馬記念当日の12月24日、中山競馬場において引退式が行われた。グラスワンダーは前年の有馬記念優勝時のゼッケン「7」を着けて登場したが、骨折が完治していないことから参列した的場の騎乗はなく、ファンの前を歩くのみで式を終えた。その後は種牡馬としての繋養場所となる北海道早来町の社台スタリオンステーションへ向かった。

### 種牡馬時代

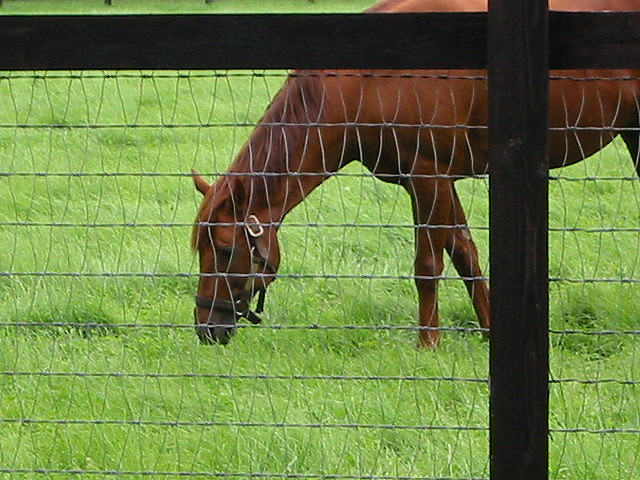
種牡馬時代のグラスワンダー

2001年より種牡馬としての供用を開始。交配頭数は初年度189頭、2年目178頭と推移し、3年目の2003年から2006年にかけてはシャトル種牡馬として南半球でも種付けを行った。2007年からは繋養場所を日高町のブリーダーズ・スタリオン・ステーションに移している。
初年度産駒は2004年にデビュー。同年12月にフェリシアがフェアリーステークスを制し、産駒の重賞初勝利を挙げた。2006年、マルカラスカルが中山大障害を制し、産駒がGI競走（障害）を初制覇。2008年に躍進し、4月にはマルカラスカルが中山グランドジャンプで障害GI2勝目を挙げ、11月にはスクリーンヒーローがジャパンカップを制して産駒の平地GI初制覇。12月にはセイウンワンダーが朝日杯フューチュリティステークス（旧称・朝日杯3歳ステークス）でグラスワンダーとの親子制覇を達成した。同競走における親子制覇は、かつてグラスワンダーが比較されたマルゼンスキーと2頭の仔に続く、史上3例目であった。同年、グラスワンダーはJRA種牡馬ランキングで10位となり、初のベスト10入りを果たす。また、2011年にはアーネストリーが宝塚記念を制し、同競走において史上2例目の親子制覇を達成した。
ブルードメアサイアー（母の父）としてもメイショウマンボがGI競走を制している。また、後継として種牡馬となったスクリーンヒーローが安田記念・香港カップなど国内外のGI競走を6勝して2015年度の年度代表馬に選出されたモーリス、2015年の有馬記念を制したゴールドアクターを輩出し、モーリスは2017年から（2020年に産駒がデビュー）、ゴールドアクターは2019年から種牡馬としての供用が開始したため、2019年現在グラスワンダーのサイアーラインは3代目まで繋がっている。
2014年7月12日には、函館競馬場で行われたイベントにスペシャルウィークと共に参加し、最終レース終了後にパドックでその姿が披露された。スペシャルウィークが栗毛の馬を見ると興奮することから、2頭は離れてパドックを周回したが、互いに嘶きあって存在を確認する姿もみられた。
2016年10月29日、ブリーダーズ・スタリオン・ステーションからビッグレッドファームに移動した。
2020年4月2日、ビッグレッドファームより種牡馬を引退することが発表された。種牡馬引退後は明和牧場へ移動して余生を過ごす。但し、新型コロナウイルスのパンデミックの影響で見学は一切出来ない（種牡馬引退発表の5日後には緊急事態宣言も発令されている）。
2021年10月3日、モーリス産駒でありグラスワンダーの曾孫にあたるピクシーナイトがスプリンターズステークスを優勝し、父子四代でのGI競走制覇を達成。これは1984年にグレード制が導入されて以後、直系牡馬での達成はJRAにおいては史上初であった。
2025年8月8日、高齢による体力低下に伴い多臓器不全を発症し30歳で死亡。訃報は同日夕方、ビッグレッドファームの公式サイトで発表された。なお、JRAとしての正式発表は2025年8月19日となった。
死亡した2日後の8月10日には、本馬を所有していた半沢有限会社（2025年度はここまで通算1勝）がこの週に出走させていた所有馬2頭（アンダースコアとマインドミー）が共に勝利を挙げるという出来事も起こった。

## 競走成績
以下の内容は、JBISサーチおよびnetkeiba.comに基づく。
| 競走日     | 競馬場 | 競走名     | 格  | 距離（馬場）  | 頭 数 | 枠 番 | 馬 番 | オッズ （人気） | 着順 | タイム （上り3F） | 着差 | 騎手      | 斤量 [kg] | 1着馬（2着馬）         | 馬体重 [kg] |
| ---------- | ------ | ---------- | --- | ------------- | ----- | ----- | ----- | --------------- | ---- | ----------------- | ---- | --------- | --------- | ---------------------- | ----------- |
| 1997.09.13 | 中山   | 3歳新馬    |     | 芝1800m（良） | 10    | 8     | 9     | 001.50（1人）   | 01着 | R1:52.4（35.6）   | -0.5 | 0的場均   | 53        | （ビルトシェーン）     | 480         |
| 0000.10.12 | 東京   | アイビーS  | OP  | 芝1400m（良） | 9     | 8     | 8     | 001.40（1人）   | 01着 | R1:21.9（34.0）   | -0.8 | 0的場均   | 53        | （マチカネサンシロー） | 486         |
| 0000.11.08 | 東京   | 京成杯3歳S | GII | 芝1400m（良） | 9     | 2     | 2     | 001.10（1人）   | 01着 | R1:21.9（34.7）   | -1.0 | 0的場均   | 54        | （マチカネサンシロー） | 488         |
| 0000.12.07 | 中山   | 朝日杯3歳S | GI  | 芝1600m（良） | 15    | 6     | 11    | 001.30（1人）   | 01着 | R1:33.6（35.4）   | -0.4 | 0的場均   | 54        | （マイネルラヴ）       | 486         |
| 1998.10.11 | 東京   | 毎日王冠   | GII | 芝1800m（良） | 9     | 6     | 6     | 003.70（2人）   | 05着 | R1:46.4（36.3）   | -1.5 | 0的場均   | 55        | サイレンススズカ       | 486         |
| 0000.11.07 | 東京   | AR共和国杯 | GII | 芝2500m（良） | 18    | 7     | 13    | 003.00（1人）   | 06着 | R2:33.5（35.3）   | -0.6 | 0的場均   | 57        | ユーセイトップラン     | 496         |
| 0000.12.27 | 中山   | 有馬記念   | GI  | 芝2500m（良） | 16    | 1     | 2     | 014.50（4人）   | 01着 | R2:32.1（35.3）   | -0.1 | 0的場均   | 55        | （メジロブライト）     | 498         |
| 1999.05.15 | 東京   | 京王杯SC   | GII | 芝1400m（良） | 18    | 3     | 5     | 002.10（1人）   | 01着 | R1:20.5（33.3）   | -0.1 | 0的場均   | 58        | （エアジハード）       | 498         |
| 0000.06.13 | 東京   | 安田記念   | GI  | 芝1600m（良） | 14    | 5     | 7     | 001.30（1人）   | 02着 | R1:33.3（35.2）   | -0.0 | 0的場均   | 58        | エアジハード           | 498         |
| 0000.06.13 | 阪神   | 宝塚記念   | GI  | 芝2200m（良） | 12    | 5     | 5     | 002.80（2人）   | 01着 | R2:12.1（35.1）   | -0.5 | 0的場均   | 58        | （スペシャルウィーク） | 504         |
| 0000.10.10 | 東京   | 毎日王冠   | GII | 芝1800m（良） | 10    | 7     | 8     | 001.20（1人）   | 01着 | R1:45.8（34.7）   | -0.0 | 0的場均   | 59        | （メイショウオウドウ） | 500         |
| 0000.12.26 | 中山   | 有馬記念   | GI  | 芝2500m（良） | 14    | 4     | 7     | 002.80（1人）   | 01着 | R2:37.2（34.6）   | -0.0 | 0的場均   | 57        | （スペシャルウィーク） | 512         |
| 2000.03.26 | 中山   | 日経賞     | GII | 芝2500m（良） | 10    | 7     | 7     | 001.30（1人）   | 06着 | R2:36.3（36.1）   | -0.9 | 0的場均   | 59        | レオリュウホウ         | 530         |
| 0000.05.14 | 東京   | 京王杯SC   | GII | 芝1400m（良） | 18    | 4     | 8     | 002.40（1人）   | 09着 | R1:21.6（34.5）   | -0.6 | 0的場均   | 59        | スティンガー           | 510         |
| 0000.06.25 | 阪神   | 宝塚記念   | GI  | 芝2200m（良） | 11    | 8     | 11    | 002.80（2人）   | 06着 | R2:14.7（36.5）   | -0.9 | 0蛯名正義 | 58        | テイエムオペラオー     | 506         |

- タイム欄のRはレコード勝ちを示す

## 特徴・評価
1995年生まれの世代は多士済々の顔ぶれが揃い、中央競馬史における「最強世代」にも挙げられる。グラスワンダーはその世代の中心の1頭としてGI競走4勝の実績を挙げたが、的場は「もしずっと満足な調子で出走できたなら、もっと凄い成績を残していたと思う。僕の騎手人生の中で巡り会った、最高の馬だと断言できる。それだけもの凄い馬だった」としている。3歳以降は怪我に悩まされ続けたが、尾形は「頑張り屋ゆえに痛さをも超えて走ってしまうのだろう。3歳以降はずっと怪我との戦いだったが、それでもきっちり結果を出してきたのには、この素直さ、真っ直ぐさ、ストレートな性格があったと思う」と述べている。『馬なり1ハロン劇場』などで知られる競馬漫画家のよしだみほはグラスワンダーの印象について「そんなに強い馬だとは思ってなかったんだよなぁ。大きいところを勝って、やっぱり強いのかなって思ったらケガでいなくなっちゃうし。強いのか弱いのか、最後までよくわかりませんでした」と述べており、「人間が引いたレールにはまってくれなかったんだよね、彼は。だからキャラもはっきりしなかったし、マンガにもなかなか描きにくかった」「マル外初の天皇賞馬とかになってれば、印象が全然違ってたと思う。引き際もちょっと残念でした」と言及している。
現役時代に優勝したGI4勝は右回りの中山競馬場・阪神競馬場で挙げ、競馬評論家の大川慶次郎は生前最後の競馬予想となった第44回有馬記念の優勝馬をグラスワンダーと予想し、「右回りはシンボリルドルフ級」とその能力を高く評価していた。一方で「左回りコースが苦手」という説があったが、的場はそうなった可能性があるのは4歳時に出走した安田記念だと述べている。的場によれば道中を力んで走り、直線で苦しくなった同競走において、グラスワンダーは的場が合図をしないにもかかわらず三度も手前を替えており、このことで「左手前で走った方が楽」、「左手前で直線を走れる右回りの方が得意だ」という意識が馬に芽生えてしまった可能性があるという。
グラスワンダーは非常に落ち着いた性格の持ち主であったが、日常的にも大人しい馬であり、競走前にも闘志を表に出さない馬であったが、茫洋として映るときの方が気合が乗っているのだともされた。また常に食欲旺盛であり、厩務員の大西、佐々木ともに体重管理には苦心した。後年、種馬場の職員からも「性格は落ち着いているというより落ち着きすぎで、また、食べたものが全て身になっているのではと思えるほど、馬体の充実ぶりも目立つ」と評されている。グラスワンダーに寄せられたファンレターには、身体に障害を抱える人物や、余命の宣告を受けた人物からの「グラスワンダーが頑張っているうちは頑張る」という内容のものが何通もあったという。

### 投票企画などの結果
| 年度   | 企画者                 | 企画                                            | 順位   | 出典   |
| ------ | ---------------------- | ----------------------------------------------- | ------ | ------ |
| 2000年 | 日本中央競馬会         | 20世紀の名馬大投票                              | 第13位 | [ 73 ] |
| 2000年 | 優駿（日本中央競馬会） | プロの目で厳選した20世紀のベストホース100       | 選出   | [ 1 ]  |
| 2001年 | 日本馬主協会連合会     | アンケート「一番の名馬と思う競走馬は?」         | 第17位 | [ 74 ] |
| 2001年 | 日本馬主協会連合会     | アンケート「一番好きな競走馬は?」               | 第25位 | [ 74 ] |
| 2004年 | 優駿（日本中央競馬会） | 年代別代表馬BEST10（1990年代）                  | 第10位 | [ 75 ] |
| 2010年 | 優駿（日本中央競馬会） | 未来に語り継ぎたい不滅の名馬たち                | 第18位 | [ 76 ] |
| 2012年 | 優駿（日本中央競馬会） | 距離別「最強馬」はこの馬だ!（1600メートル部門） | 第15位 | [ 77 ] |
| 2012年 | 優駿（日本中央競馬会） | 距離別「最強馬」はこの馬だ!（2400メートル部門） | 第17位 | [ 77 ] |
| 2015年 | 優駿（日本中央競馬会） | 未来に語り継ぎたい名馬BEST100                   | 第25位 | [ 78 ] |
| 2024年 | 優駿（日本中央競馬会） | 未来に語り継ぎたい名馬BEST100                   | 第38位 | [ 79 ] |

## 種牡馬成績

### 年度別成績
出典：JBISサーチ「グラスワンダー」種牡馬情報（種牡馬成績、世代・年次別）
年度別種牡馬成績（総合）
| 年   | 出走 | 出走 | 勝利 | 勝利 | 順位 | AEI  | 収得賞金         |
| 年   | 頭数 | 回数 | 頭数 | 回数 | 順位 | AEI  | 収得賞金         |
| ---- | ---- | ---- | ---- | ---- | ---- | ---- | ---------------- |
| 2004 | 80   | 251  | 15   | 20   | 104  | 0.67 | 1億9839万4000円  |
| 2005 | 179  | 987  | 57   | 75   | 31   | 0.92 | 6億0170万7000円  |
| 2006 | 221  | 1579 | 75   | 144  | 21   | 1.03 | 8億7038万1000円  |
| 2007 | 235  | 1648 | 94   | 162  | 15   | 1.23 | 11億2497万6000円 |
| 2008 | 230  | 1730 | 94   | 190  | 10   | 1.71 | 15億3599万7500円 |
| 2009 | 249  | 1899 | 93   | 193  | 21   | 1.26 | 12億3167万5000円 |
| 2010 | 265  | 1958 | 105  | 172  | 18   | 1.27 | 13億1432万2000円 |
| 2011 | 234  | 1992 | 86   | 177  | 25   | 0.96 | 8億6037万6000円  |
| 2012 | 241  | 2064 | 86   | 148  | 35   | 0.58 | 5億2685万6500円  |
| 2013 | 231  | 1951 | 91   | 154  | 34   | 0.56 | 4億9086万7000円  |
| 2014 | 205  | 1865 | 78   | 147  | 44   | 0.49 | 3億9894万3500円  |
| 2015 | 179  | 1599 | 69   | 143  | 53   | 0.63 | 4億3413万1000円  |
| 2016 | 145  | 1350 | 60   | 109  | 63   | 0.52 | 3億1743万8000円  |
| 2017 | 136  | 1334 | 56   | 121  | 85   | 0.41 | 2億4019万6000円  |
| 2018 | 134  | 1186 | 54   | 94   | 102  | 0.27 | 1億5005万0500円  |
| 2019 | 115  | 1020 | 42   | 75   | 123  | 0.27 | 1億2694万5500円  |
| 2020 | 108  | 1019 | 34   | 50   | 130  | 0.23 | 1億0312万9000円  |

### 重賞勝利産駒

#### GI・JpnI競走優勝馬
太字はGI級競走
- 2002年産
  - マルカラスカル（2006年中山大障害 2008年中山グランドジャンプ[80]）
- 2004年産
  - スクリーンヒーロー（2008年アルゼンチン共和国杯、ジャパンカップ[81]）
- 2005年産
  - アーネストリー（2009年中日新聞杯 2010年金鯱賞、札幌記念 2011年宝塚記念、オールカマー[82]）
- 2006年産
  - セイウンワンダー（2008年新潟2歳ステークス、朝日杯フューチュリティステークス 2010年エプソムカップ[83]）
- 2008年産
  - ビッグロマンス（全日本2歳優駿[84]）

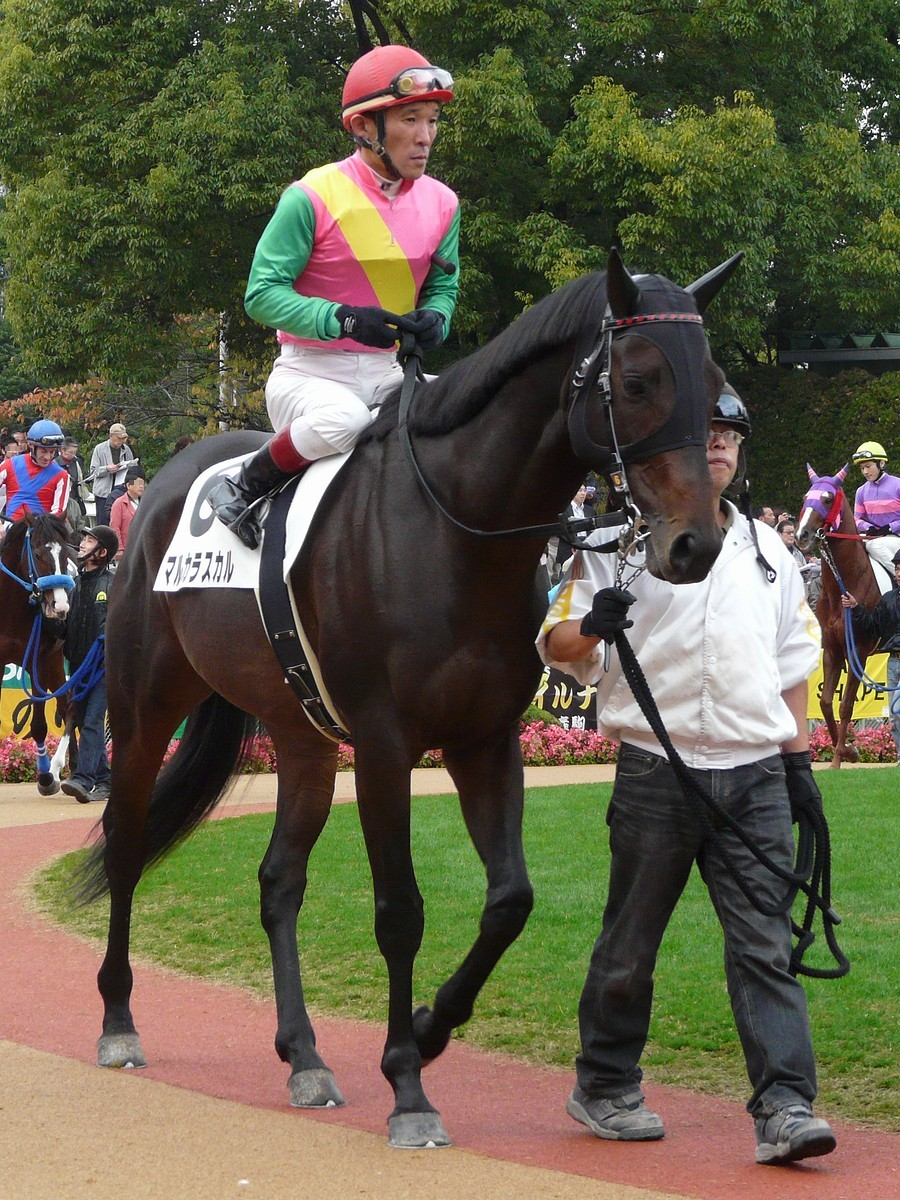
マルカラスカル（2002年産）
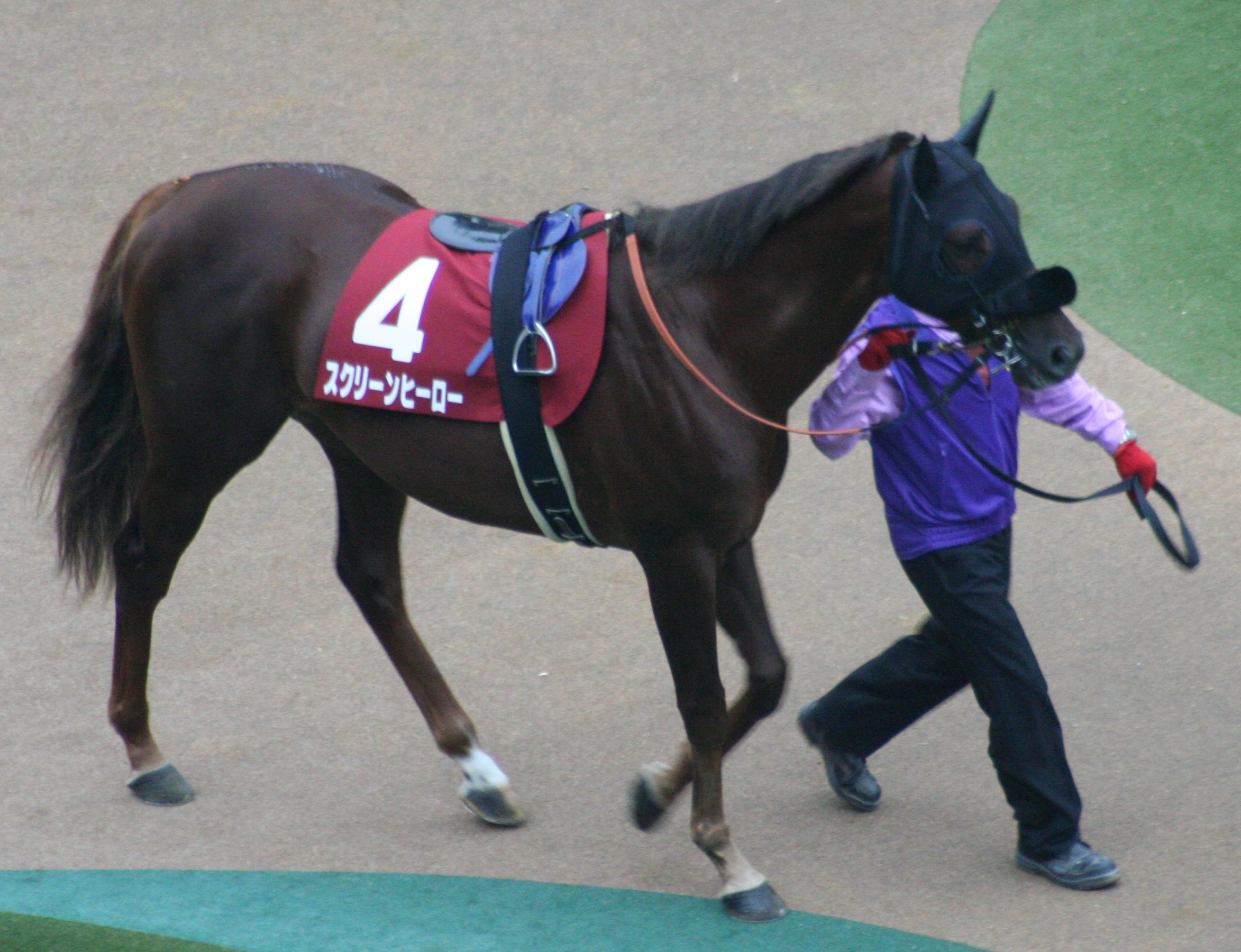
スクリーンヒーロー（2004年産）
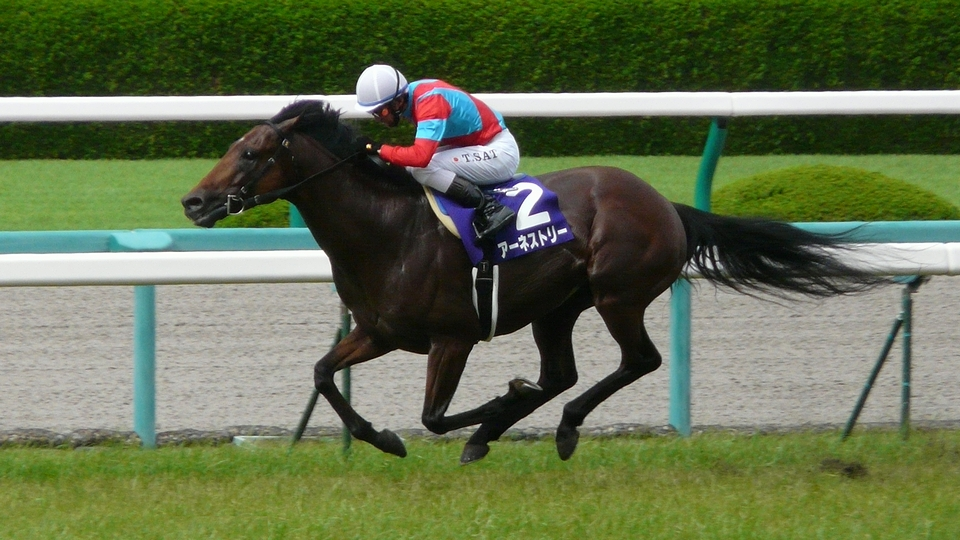
アーネストリー（2005年産）
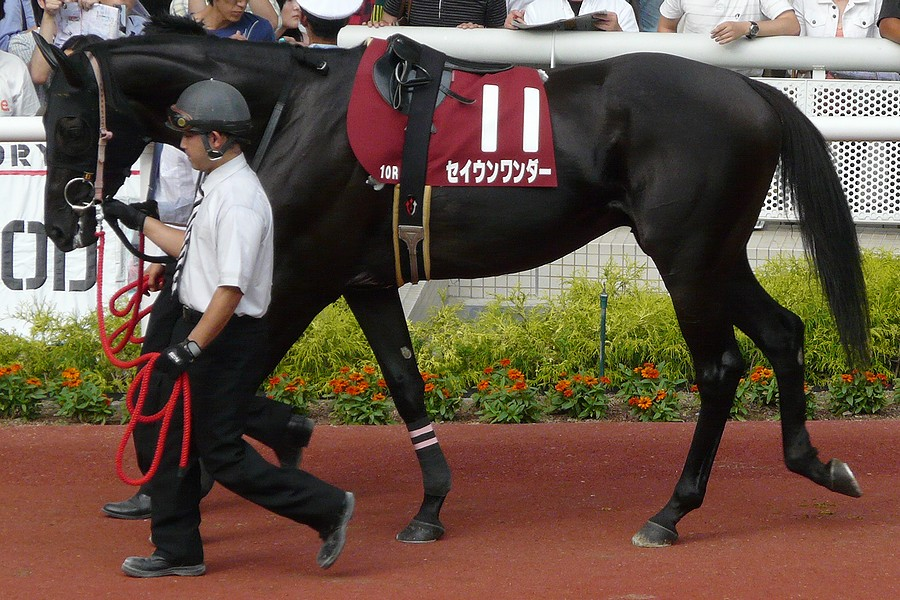
セイウンワンダー（2006年産）

#### 中央・ダートグレード競走優勝馬
- 2002年産
  - フェリシア（2004年フェアリーステークス[85]）
  - オースミグラスワン（2006年新潟大賞典 2008年新潟大賞典[86]）
- 2003年産
  - サクラメガワンダー（2005年ラジオたんぱ杯2歳ステークス 2006年鳴尾記念 2008年鳴尾記念 2009年金鯱賞[87]）
  - マイネルスケルツィ（2006年ニュージーランドトロフィー 2007年京都金杯[88]）
- 2004年産
  - マイネルレーニア（2006年京王杯2歳ステークス 2008年スワンステークス[89]）
- 2007年産
  - コスモヘレノス（2010年ステイヤーズステークス[90]）
  - メイショウカンパク（2012年京都大賞典[91]）
- 2008年産
  - シゲルジュウヤク（2012年新潟ジャンプステークス 2013年阪神スプリングジャンプ[92]）
- 2010年産
  - スマートオリオン（2014年オーシャンステークス 2015年中京記念[93]）

#### 地方重賞優勝馬
- 2003年産
  - ラインフォーク（2006年高知優駿[94]）
- 2005年産
  - ヒロアンジェロ（2010年トゥインクルレディー賞[95]）
  - エーシングレーソロ（2012年オータムカップ[96]）
- 2006年産
  - リバティーフロー（2011年黒潮マイルチャンピオンシップ[97]）
- 2007年産
  - シルクアーネスト（2014年OROカップ、秋嶺賞[98]）
- 2013年産
  - スラッシュ（2016年初夏賞[99]）
  - アリッサム（2017年ヴィーナススプリント[100]）
- 2014年産
  - ムーンファースト（2017年MRO金賞、2018年金沢スプリングカップ[101]）
- 2016年産
  - シェリーアモール（2018年プリンセスカップ[102]）

### ブルードメアサイアー産駒

#### GI・JpnI競走優勝馬
- 2010年産
  - メイショウマンボ（2013年フィリーズレビュー、優駿牝馬、秋華賞、エリザベス女王杯）- 父スズカマンボ[103]

#### 中央・ダートグレード競走優勝馬
- 2011年産
  - マイネルフロスト（2014年毎日杯）- 父ブラックタイド[104]
- 2012年産
  - ヤマカツエース（2015年ニュージーランドトロフィー、福島記念 2016年中山金杯、金鯱賞）- 父キングカメハメハ[105]
- 2013年産
  - ダイアナヘイロー（2017年北九州記念、2018年阪急杯、阪神カップ）- 父キングヘイロー[106]

#### 地方重賞優勝馬
- 2012年産
  - アロマベール（2014年兼六園ジュニアカップ、金沢ヤングチャンピオン）- 父オンファイア[107]
- 2018年産
  - ブンブンマル（2021年新春ペガサスカップ、スプリングカップ、中京ペガスターカップ、2022年湾岸スターカップ、2024年名古屋記念）- 父ナムラタイタン[108]
- 2019年産
  - リンクスターツ（2022年新緑賞）- 父ディスクリートキャット[109]

## 血統

### 血統背景
1990年代に日本へ輸入された外国産馬は総じて早熟、短距離得意という傾向をもっていた。そうしたなかで父・シルヴァーホークは万能型という評もあったものの、全体としては晩成型で中・長距離を得意とする仔を出す種牡馬として知られた。そのためグラスワンダーの早熟性とスピード能力は、そうした特徴で知られた母の父・ダンジグの影響を受けたものだという見解がある。
4代母・ソアリングの系統はアメリカで発展し、デヴィルズバッグ、セイントバラード、グローリアスソング、ラーイ、シングスピールなどの国際的な名競走馬・繁殖馬が数多く輩出されている。ピフィギャルから分かれグラスワンダーに至る系統は、そのうちでは比較的傍流にあたる。

### 血統表
| グラスワンダーの血統              | グラスワンダーの血統                    | グラスワンダーの血統                  | （血統表の出典）                      | （血統表の出典） |
| 父系                              | ロベルト系                              | ロベルト系                            | ロベルト系                            | [ § 2 ]          |
| 父 Silver Hawk 1979 鹿毛 アメリカ | 父の父Roberto 1969 鹿毛 アメリカ        | Hail to Reason                        | Turn-to                               | Turn-to          |
| 父 Silver Hawk 1979 鹿毛 アメリカ | 父の父Roberto 1969 鹿毛 アメリカ        | Hail to Reason                        | Nothirdchance                         |                  |
| 父 Silver Hawk 1979 鹿毛 アメリカ | 父の父Roberto 1969 鹿毛 アメリカ        | Bramalea                              | Nashua                                | Nashua           |
| 父 Silver Hawk 1979 鹿毛 アメリカ | 父の父Roberto 1969 鹿毛 アメリカ        | Bramalea                              | Rarelea                               |                  |
| 父 Silver Hawk 1979 鹿毛 アメリカ | 父の母Gris Vitesse 1966 芦毛 アメリカ   | Amerigo                               | Nearco                                | Nearco           |
| 父 Silver Hawk 1979 鹿毛 アメリカ | 父の母Gris Vitesse 1966 芦毛 アメリカ   | Amerigo                               | Sanlinea                              |                  |
| 父 Silver Hawk 1979 鹿毛 アメリカ | 父の母Gris Vitesse 1966 芦毛 アメリカ   | Matchiche                             | Mat de Cocagne                        | Mat de Cocagne   |
| 父 Silver Hawk 1979 鹿毛 アメリカ | 父の母Gris Vitesse 1966 芦毛 アメリカ   | Matchiche                             | Chimere Fabuleux                      |                  |
| 母 Ameriflora 1989 鹿毛 アメリカ  | 母の父Danzig 1977 鹿毛 アメリカ         | Northern Dancer                       | Nearctic                              | Nearctic         |
| 母 Ameriflora 1989 鹿毛 アメリカ  | 母の父Danzig 1977 鹿毛 アメリカ         | Northern Dancer                       | Natalma                               |                  |
| 母 Ameriflora 1989 鹿毛 アメリカ  | 母の父Danzig 1977 鹿毛 アメリカ         | Pas de Nom                            | Admiral's Voyage                      | Admiral's Voyage |
| 母 Ameriflora 1989 鹿毛 アメリカ  | 母の父Danzig 1977 鹿毛 アメリカ         | Pas de Nom                            | Petitioner                            |                  |
| 母 Ameriflora 1989 鹿毛 アメリカ  | 母の母Graceful Touch 1978 鹿毛 アメリカ | His Majesty                           | Ribot                                 | Ribot            |
| 母 Ameriflora 1989 鹿毛 アメリカ  | 母の母Graceful Touch 1978 鹿毛 アメリカ | His Majesty                           | Flower Bowl                           |                  |
| 母 Ameriflora 1989 鹿毛 アメリカ  | 母の母Graceful Touch 1978 鹿毛 アメリカ | Pi Phi Gal                            | Raise a Native                        | Raise a Native   |
| 母 Ameriflora 1989 鹿毛 アメリカ  | 母の母Graceful Touch 1978 鹿毛 アメリカ | Pi Phi Gal                            | Soaring                               |                  |
| 母系(F-No.)                       | 12号族(FN:12-c)                         | 12号族(FN:12-c)                       | 12号族(FN:12-c)                       | [ § 3 ]          |
| 5代内の近親交配                   | Nearco 4×5、Native Dancer 5×5（母内）   | Nearco 4×5、Native Dancer 5×5（母内） | Nearco 4×5、Native Dancer 5×5（母内） | [ § 4 ]          |
| 出典                              | 1. 2. 3. 4.                             | 1. 2. 3. 4.                           | 1. 2. 3. 4.                           | 1. 2. 3. 4.      |

### 近親
1. Pi Phi Galの子孫の重賞勝利馬を記述する。括弧内は当該馬が勝った重賞競走、太字はGI競走。

- 全妹 - Wonder Again（ガーデンシティブリーダーズカップハンデキャップ、ダイアナハンデキャップ、レークプラシッドステークス、ノーブルダムゼルハンデキャップ[8]）
- 伯母 - Graceful Derby（クイーンエリザベス2世チャレンジカップ、クイーンシャーロットハンデキャップ、ニジャナステークス、ヴァイオレットハンデキャップ[30]）
- 伯母(母の全妹) - Triburation（クイーンエリザベス2世チャレンジカップ、ボイリングスプリングハンデキャップ、ギャロレットハンデキャップ[30]）
- 従姉 - Stalcreek（ラカナダステークス、リンダヴィスタブリーダーズカップ[30]）
- 大叔父 - Pi Phi Prince（パナマ共和国大統領賞[30]）
- 従甥 - ディサイファ[8]（札幌記念、中日新聞杯、エプソムカップ[111]）